# Svarttjärnen (Bollnäs socken, Hälsingland, 676993-151552)
Svarttjärnen är en sjö i Bollnäs kommun i Hälsingland och ingår i Testeboåns huvudavrinningsområde.